# Tessère de Tellus
Tellus Tessera
Pour les articles homonymes, voir Tellus.
La tessère de Tellus (désignation internationale : Tellus Tessera) est un terrain polygonal situé sur Vénus dans le quadrangle de Tellus Tessera. Il a été nommé en référence à Tellus, titanide grecque.